# L'Aigle noir (album)
Pour les articles homonymes, voir Aigle noir.
Albums de Barbara
Madame
(1970) La Fleur d'amour
(1972)
L'Aigle noir est le onzième album de Barbara, il sort en 1970, en 33 tours sous le label Philips.

## Autour de l'album
Sorti originellement le 28 mai 1970 en format 30 cm, l'album est réédité en 1997 en CD chez Mercury.
La chanson L'Aigle noir, qui donne son titre à l'album, compte parmi les grands succès de Barbara.
Elle y reprend deux chansons composées pour Madame, à savoir Je serai douce et Amoureuse.

## Liste des titres
| 1.    | À peine                         | Barbara      | Roland Romanelli                        | 4:38 |
| 2.    | Quand ceux qui vont             | Barbara      | Barbara                                 | 3:43 |
| 3.    | Hop-là                          | Barbara      | Jean-Jacques Debout et Roland Romanelli | 3:19 |
| 4.    | Je serai douce                  | Remo Forlani | Barbara                                 | 2:17 |
| 5.    | Amoureuse                       | Remo Forlani | Barbara                                 | 1:58 |
| 6.    | L'Aigle noir (dédié à Laurence) | Barbara      | Barbara                                 | 4:55 |
| 7.    | Drouot                          | Barbara      | Barbara                                 | 3:20 |
| 8.    | La Colère                       | Barbara      | Barbara                                 | 2:35 |
| 9.    | Au revoir                       | Barbara      | Barbara                                 | 3:02 |
| 10.   | Le Zinzin                       | Barbara      | Jean-Jacques Debout                     | 2:15 |
| 32:04 |                                 |              |                                         |      |

## Musiciens
- Roland Romanelli : accordéon électronique
- Michel Colombier : arrangements